# Roberto Tozzi
Pour les articles homonymes, voir Tozzi.
Roberto Tozzi, né le 17 décembre 1958 à Rome, est un coureur italien de 400 m. Il a été médaillé olympique du relais 4 × 400 m aux Jeux olympiques d'été de 1980 à Moscou.
Il a remporté la médaille d'or lors des Championnats d'Europe juniors 1977.

## Palmarès

### Jeux olympiques d'été
- 1980 à Moscou ( Union soviétique)
  - éliminé en série du 400 m
  -  Médaille de bronze du relais 4 × 400 m

### Championnats d'Europe d'athlétisme en salle
- 1984 à Göteborg ( Suède)
  -  Médaille d'argent du 400 m
- 1985 à Le Pirée ( Grèce)
  - 5e du 400 m